# Шкаревський Дмитро Андрійович
Дмитро Андрійович Шкаревський (позивний «Ектор»; нар. м. Київ) — український військовий льотчик, капітан 114 БрТА Повітряних сил Збройних сил України, учасник російсько-української війни. Кавалер ордена Данила Галицького (2023).

## Життєпис
Дмитро Шкаревський народився в Києві.
Закінчив Київський військовий ліцей імені Івана Богуна, Харківський національний університет Повітряних сил імені Івана Кожедуба (2019). Після навчання потрапив за розподілом до 114-ї бригади тактичної авіації, де зараз служить старшим льотчиком.
Перші бойові вильоти виконав у 2020 році, літав на винищувача МіГ-29.
22 лютого 2022 року відправився в обов'язкову відпустку на місяць, а вже 25 лютого через повномасштабне російське вторгнення в Україну повернувся на службу.
10 лютого 2023 року, під час перехоплення дронів «Шахед-136» в районі Піщанки Дніпропетровської області, літак старшого лейтенанта Дмитра Шкаревського (б/н 74 «білий») був уражений, зазнав пошкодження та впав на одному з островів ріки Самара, а він сам госпіталізований з великою кількістю травм.
Від 25 лютого 2022 до 10 лютого 2023 року виконав близько 70 бойових вильотів. Збив дві ракети «Калібр».

## Нагороди
- орден Данила Галицького (7 квітня 2023) — за особисту мужність, виявлену у захисті державного суверенітету та територіальної цілісності України, самовіддане виконання військового обов'язку[4].